# حديقة ناغازاكي للسلام
حديقة ناغازاكي للسلام هي حديقة تقع في ناغازاكي باليابان، لإحياء ذكرى القصف الذري للمدينة في 9 أغسطس 1945 خلال الحرب العالمية الثانية. تقع الحديقة بجوار متحف القنبلة الذرية وبالقرب من قاعة السلام التذكارية.

## تاريخ
أنشئ في عام 1955، وبالقرب من مركز الانفجار، لا يزال من الممكن رؤية بقايا جدار خرساني لكاتدرائية أوراكامي. كانت كاتدرائية أوراكامي أكبر كنيسة في شرق آسيا في ذلك الوقت. في الطرف الشمالي للحديقة يوجد تمثال السلام الذي يبلغ ارتفاعه 10 أمتار والذي أنشأه النحات سيبو كيتامورا من محافظة ناغازاكي. تشير اليد اليمنى للتمثال إلى خطر الأسلحة النووية بينما اليد اليسرى الممتدة ترمز إلى السلام الأبدي. الوجه اللطيف يرمز إلى النعمة الإلهية والعينان المغلقتان بلطف تقدم صلاة من أجل راحة أرواح ضحايا القنبلة. تدل الساق اليمنى المطوية والساق اليسرى الممتدة على التأمل والمبادرة للوقوف وإنقاذ الناس في العالم. يمثل التمثال مزيجًا من الفن الغربي والشرقي والدين والأيديولوجيا. وأمام التمثال قبو من الرخام الأسود يحتوي على أسماء ضحايا القنبلة الذرية والناجين الذين لقوا حتفهم في السنوات اللاحقة.
لوحة من تمثال السلام بعنوان كلمات من النحات ونصها:
 بعد تجربة تلك الحرب الكابوسية،

تلك المذبحة المروعة للدماء،

هذا الرعب الذي لا يطاق،

من يستطيع أن يمشي دون أن يصلي من أجل السلام؟

تم إنشاء هذا التمثال كعلامة إرشادية في

النضال من أجل الانسجام العالمي.

يبلغ ارتفاعه عشرة أمتار،

ينقل عمق المعرفة و

جمال الصحة والرجولة.

تشير اليد اليمنى إلى القنبلة الذرية،

اليد اليسرى تشير إلى السلام،

ويصلي الوجه بشدة من أجل ضحايا الحرب.

تجاوز حواجز العرق

واستحضار صفات بوذا والله،

إنه رمز لأعظم عزيمة

معروف في تاريخ ناغازاكي

وأعلى رجاء للبشرية جمعاء. 

## الترسبات
تعطي اللوحة الموجودة في الهايبوسنتر القريب الحساب التالي والإحصاءات للضرر الذي حدث في ذلك اليوم.
| 1. منطقة مستوية:         | 6.7 مليون متر مربع (2.59 ميل مربع) |
| 2. البيوت المتضررة:      |                                    |
| احترق بالكامل:           | 11,574                             |
| مدمر بالكامل:            | 1,326                              |
| متضرر بشدة:              | 5,509                              |
| إجمالي الهياكل المتضررة: | 18409                              |
| 3. اصابات:               |                                    |
| مقتول:                   | 73,884                             |
| مصاب:                    | 74909                              |
| المجموع:                 | 148793                             |

(مات عدد كبير من الناس في السنوات التالية من آثار التسمم الإشعاعي)

## مراسم السلام التذكارية

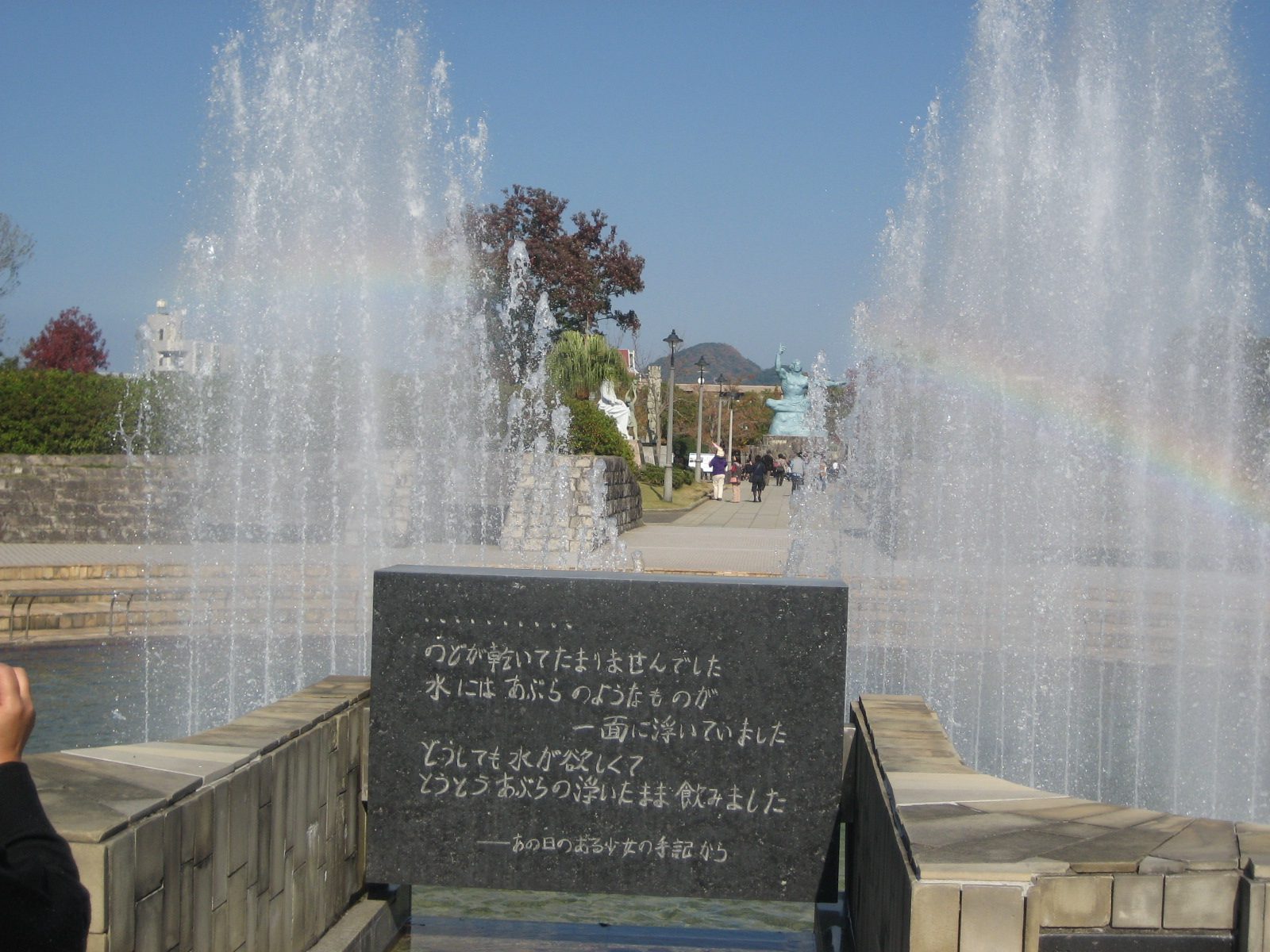
ينبوع السلام في حديقة السلام في ناغازاكي مع تمثال السلام في الخلفية

من كل عام، في 9 أغسطس، في ذكرى القصف الذري، يقام حفل تذكاري للسلام أمام التمثال، ويقوم عمدة ناغازاكي بتسليم إعلان السلام إلى العالم.
في الطرف الجنوبي من الحديقة يوجد «ينبوع السلام». تم إنشاء هذا في أغسطس، 1969، كصلاة من أجل راحة أرواح العديد من ضحايا القنبلة الذرية الذين ماتوا باحثين عن الماء، وكتفاني من أجل السلام العالمي. نُحتت سطور من قصيدة لفتاة تُدعى ساشيكو ياماغوتشي، كانت في التاسعة من عمرها وقت القصف، على لوحة من الحجر الأسود أمام النافورة. نصها: «كنت عطشانًا لدرجة لا تحتمل. كان هناك شيء زيتي على سطح الماء، لكنني أردت الماء بشدة لدرجة أنني شربته كما هو».

## منطقة رموز السلام
في عام 1978، أنشأت مدينة ناغازاكي «منطقة رموز السلام» على جانبي الحديقة ودعت تبرعات من الآثار من دول حول العالم. يمكن رؤية الآثار التالية في الحديقة:
- «إغاثة الصداقة» من بورتو، البرتغال (المدينة الشقيقة لناغازاكي)، 1978؛ كُتب على اللوحة: «تكريم مدينة بورتو للضحايا الذريين لمدينة ناغازاكي الشقيقة - نوفمبر 1978.»
- «متعة الحياة» من تشيكوسلوفاكيا (تم التبرع بها لناغازاكي عام 1980). التمثال البرونزي 260 سم في الارتفاع صنعه النحات التشيكي يان هانا (1927-1994) في عام 1975؛ كُتب على اللوحة: «تظهر أم مبتهجة ترفع طفلها بين ذراعيها».[4]
- «نداء» من بلغاريا، 1980؛ كُتب على اللوحة: «يرمز التمثال إلى كفاح الشباب في البحث عن السلام والوئام، ويظهر امرأة وهي ممدودة ذراعيها».
- «نصب الصداقة الشعبية» من جمهورية ألمانيا الديمقراطية السابقة، 1981؛ كُتب على اللوحة: «يرمز التمثال إلى جهود السلام ومستقبل البشرية السعيد والصداقة بين الشعوب».
- «حماية مستقبلنا» من مدينة ميدلبورخ، هولندا (المدينة الشقيقة لناغازاكي)، 1983؛ كُتب على اللوحة: «يُظهر التمثال أمًا تحمي طفلها الرضيع من الخطر، مما يدل على أننا يجب أن نحمي ليس الجيل الحالي فحسب، بل الجيل القادم أيضًا حتى يمكن لشعوب العالم أن تعيش في سلام معًا».
- «تمثال السلام» من اتحاد الجمهوريات الاشتراكية السوفياتية السابق، 1985؛ كُتب على اللوحة: «تظهر أم تحمل طفلها الرضيع كتعبير عن الحب والسلام».
- «عذراء السلام» من جمهورية الصين الشعبية، 1985؛ كُتب على اللوحة: «إنها تعبر عن التطلع الصادق للشعب الصيني إلى حب الإنسان والصداقة الدائمة بين اليابان وجمهورية الصين الشعبية».
- - زهرة الحب والسلام من بولندا 1986 م. تقول اللوحة: «مثل طائر الفينيق ولدت من جديد من الرماد، مثل زهرة نمت من الحجر، تؤكد البشرية وجودها عندما يسود السلام على الأرض.»
- «ترنيمة الحياة» من مدينة بستويا، إيطاليا، 1987؛ كُتب على اللوحة: «التمثال الذي يصور أم تحمل طفلها في الهواء بكلتا يديها، هو تعبير عن الحب والسلام».
- «صن كرين السلام» من جمهورية كوبا، 1988؛ كُتب على اللوحة: «وجوه ضحايا القنبلة الذرية الموجودة في الشمس تشكل رافعة ورقية وترمز إلى الأهمية الحيوية للسلام».
- «نصب السلام» من سانتوس، البرازيل (المدينة الشقيقة لناغازاكي)، 1988؛ تقول اللوحة: «إنها محفوظة هنا كتعبير عن التطلع إلى سلام عالمي دائم يتبناه شعب البرازيل».
- «إنفينيتي» من أنقرة، جمهورية تركيا، 1991؛ تنص اللوحة على ما يلي: «إن صورة رجل وامرأة متضامنين يرمزان إلى السلام والوئام بين الجنس البشري بأسره».
- «كوكب الأرض» من سانت بول، مينيسوتا، الولايات المتحدة الأمريكية (المدينة الشقيقة لناغازاكي)، 1992؛ تقول اللوحة: «تمثل الشخصيات البشرية السبعة القارات. إن ترابط الشخصيات يرمز إلى السلام والتضامن العالميين».
- «انتصار السلام على الحرب» من سان إيسيدرو، الأرجنتين، 1996؛ تقول اللوحة: «إن أجزاء التمثال غير الكرة الحمراء ترمز إلى فوضى الحرب وموتها، بينما الكرة الحمراء في الأعلى ترمز إلى الانتصار النهائي للحياة».
- «عباءة السلام (تي كوروواي رانجيماري)»، بقلم كينغسلي بيرد من نيوزيلندا، 2006؛ كُتب على اللوحة: «يرمز التمثال إلى العزاء والحماية والتضامن. كما أنه يعبر عن التناقض، ويعكس تفسيرات متضاربة للأحداث التاريخية».
- «شجرة الحياة: هدية السلام» (Punu Wankalpainya: Kalypa Nyinanytjaku) من أستراليا، تم كشف النقاب عنها في 18 أبريل 2016؛ نشأ النحت لشجرة برونزية تحتضن طبقًا احتفاليًا (طبق) في مجتمعات أنانغو في يالاتا ووادي أوك / مارالينجا في جنوب أستراليا. كتب على اللوحات المكتوبة ببيتجانتجاتجارا باللغتين اليابانية والإنجليزية: «تمنح الشجرة الحياة لصنع طبق بيتي (الطبق) الذي يستخدم في حمل الطعام والماء والأطفال. إنه يمثل تقاسم الموارد بين الأسر والمجتمعات والأمم من أجل السلام والوئام». يعترف التمثال أيضًا بالناجين الذريين في جميع أنحاء العالم.
- نصب تذكاري لإحياء ذكرى ضحايا القنبلة الذرية الصينية
- نصب تذكاري لضحايا الذرة الكورية.

يقع النصب التذكاري لضحايا الذرة الكورية في منتزه ناجازاكي للسلام في ناغازاكي، اليابان. في وقت القصف الذري في ناجازاكي، كان هناك العديد من الأشخاص من جنسيات أخرى غير اليابانيين الذين يعيشون في المنطقة. كان هناك ما يقدر بنحو 12000 إلى 14000 كوري يعيشون في ناغازاكي أثناء القصف. ويعتقد أن ما يصل إلى 2000 منهم لقوا حتفهم بسبب القنبلة الذرية. في ذلك الوقت، تم استخدام العديد من هؤلاء الكوريين كسخرة كجزء من المجهود الحربي الياباني. هذا النصب التذكاري يخلد ذكرى الضحايا الكوريين ويعمل كرسالة تطالب بالسلام في العالم، وإلغاء الأسلحة النووية، وإعادة التوحيد السلمي للأمة الكورية. تم الكشف عن النصب التذكاري لضحايا الذرة الكورية في 9 أغسطس 1979.

### الصور

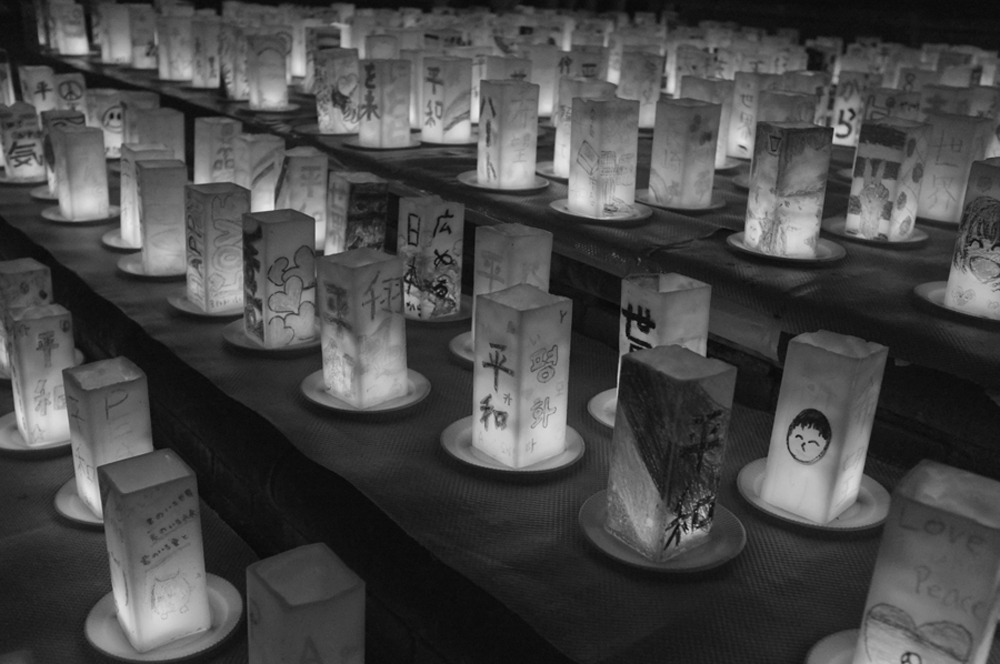
الذكرى 69 للهجوم بالقنبلة الذرية على ناغازاكي - حديقة السلام ، ناغازاكي شي ، اليابان 2014
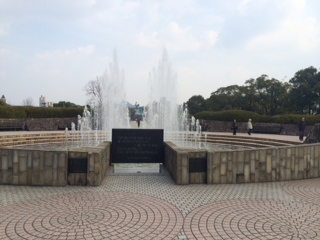
منظر بعيد لتمثال السلام
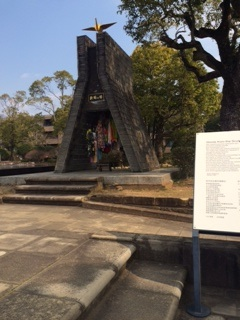
منحوتات جانبية برافعات يابانية
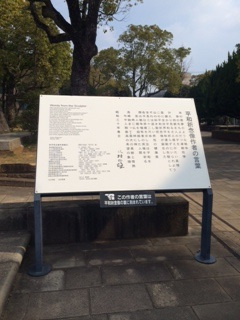
ملاحظات النحات ووصف النحت